# メロシラ・プラエイスランディカ
メロシラ・プラエイスランディカ（Melosira praeislandica）は植物プランクトンである珪藻の一種で、鮮新世前半に日本に生息していた。従来タルケイソウ属Melosiraに分類されていたが、近年スジタルケイソウ属Aulacoseiraに分類されるようになった。

## 形態
「古琵琶湖」の地層に化石として残された珪酸質の被殻は直径7-42μm（ロシアの報告では4-27μm）の円筒形。殻面(断面)が平坦であるが、末端や胞子ではドーム状になる。殻套(円筒の側面)には多数の円い窓孔が整然と並ぶ。平坦な側の周縁には殻套の窓枠の延長線上に突起が並び、隣接する円筒とは突起同士を交互に組み合わせた形で単細胞を形成する。タルケイソウ属は糸状に連なった樽形の細胞の間に隙間があるが、スジタルケイソウ属は細胞同士が密着している。

## 生態
現生のタルケイソウ属と同様とすると、葉緑体で光合成し、細胞分裂を繰り返す度に円筒の直径は小さくなるが、ある時期に胞子と鞭毛を一本もつ遊走子を産生し有性生殖をすることにより、円筒形の大きさを回復する。細胞は殻面同士で接合して多数の樽型の円筒を並べた糸状群体として生息していたと考えられる。

## 分布
現在の琵琶湖の南方に位置した「古琵琶湖」の大山田湖や阿山湖の湖底に堆積した鮮新世前半の地層では優占主として大量に見られるが、鮮新世後半の甲賀湖では減少し、代わって現生のメロシラ・ソリダ（アウラコセイラ・ニッポニカ）が優勢になった。また中国黒竜江省とロシアの沿海地方にまたがるハンカ湖の中新世の地層や、黒海の鮮新世の堆積物中からも産出している。